# 18766 Broderick
18766 Broderick è un asteroide della fascia principale. Scoperto nel 1999, presenta un'orbita caratterizzata da un semiasse maggiore pari a 2,5332841 UA e da un'eccentricità di 0,1092420, inclinata di 1,09014° rispetto all'eclittica.